# Daniel Pirker (Fußballspieler, 1990)
Daniel Pirker (* 12. Juni 1990 in Klagenfurt) ist ein österreichischer Fußballspieler.

## Vereinskarriere
Pirker begann seine Karriere in der Jugend des FC St. Veit, ehe er als eines der größten regionalen Talente im Alter von 14 Jahren in die Landesakademie Kärnten wechselte. Dort verbrachte er knapp zwei Jahre, ehe er ein Angebot des TSV 1860 München annahm und in deren Jugendabteilung wechselte.
Bei den "Löwen" kam er fortan über eineinhalb Jahre an der Seite von Spielern wie Manuel Schäffler, Florian Jungwirth, Peniel Mlapa und Landsmann Philipp Hosiner in der U-19 Mannschaft zum Einsatz, ehe der Wacker Burghausen auf ihn aufmerksam wurde.
Aufgrund der Aussicht auf Aufnahme in den Profikader, wechselte er daraufhin über Betreiben des Wacker-Sportdirektors Peter Assion im Jänner 2009 nach Burghausen. In Folge trainierte er von Beginn an mit der A-Mannschaft, wurde jedoch vorerst lediglich in der U-19 eingesetzt. Zu Beginn der Spielzeit 2009/10 wurde er in Folge vom neubestellten Trainer Jürgen Press komplett in den A-Kader aufgenommen, kam jedoch nach einem im Testspiel gegen den SV Edelstetten-Egg erlittenen Herz-Kreislauf-Kollaps zu keinem einzigen Ligaeinsatz.
Im Jänner 2010 kehrte er daraufhin nach Österreich zurück und unterschrieb beim damaligen Tabellenersten der Regionalliga West, dem SV Grödig, einen Vertrag bis zum Saisonende.
In Folge verdrängte er unter Trainer Heimo Pfeifenberger auf Anhieb den etatmäßigen Linksverteidiger Thomas Gröbl aus der Stammelf und feierte mit dem Verein den Meistertitel in der RLW und den damit verbundenen Wiederaufstieg in den Profifußball.
Grödig ging daraufhin mit hochkarätigen Neuerwerbungen wie Matthias Hattenberger oder Herwig Drechsel in die Zweitligasaison, in der Pirker zu Beginn seinen Stammplatz halten konnte. Nachdem man mit Platz 7 zur Winterpause im Niemandsland der Liga hinter den Erwartungen blieb, besserte der Verein nochmals auf und holte mit Thomas Krammer, Andreas Schranz und Rückkehrer Diego Viana weitere bundesligaerfahrene Spieler. Pirker, der in der Hinrunde schwankende Leistungen erbracht hatte, war ein Opfer des neuerlichen Umbruchs und kam verletzungsbedingt auf lediglich einen Rückrundeneinsatz. (Stand: 16. Mai 2011)
Am 13. Mai 2011 gab der Verein offiziell bekannt, dass Pirker einer von insgesamt sechs Spielern wäre, mit denen nicht mehr für die neue Spielzeit geplant wird bzw. deren Verträge nicht verlängert werden.

## Nationalmannschaft
Bereits als Spieler der AKA Kärnten stieg Pirker zum U-16 Nationalspieler Österreichs auf. In Folge war er langjähriges Mitglied der U-17 und U-19 Nationalmannschaft seines Landes.
Am 9. Oktober 2010 debütierte er unter Trainer Andreas Herzog beim 3:2 im Freundschaftsspiel gegen Schweden in der Österreichischen U-21 Nationalmannschaft und stand daraufhin bis zum Frühjahr 2011 im erweiterten Kader der Mannschaft.

## Erfolge
- 1 × Meister Regionalliga West: 2010